# Evan Roberts
Evan Roberts (ur. 8 czerwca 1878, zm. 29 stycznia 1951) – walijski duchowny protestancki i czołowa postać przebudzenia walijskiego. Pionier ruchu zielonoświątkowego w Wielkiej Brytanii.  

## Życiorys
Evan John Roberts urodził się 8 czerwca 1878 roku w południowej Walii. Wychował się w pobożnej, metodystycznej rodzinie. Miał trzynaścioro rodzeństwa, w tym sześciu braci. Zaciągnięty przez ojca, Evan razem z ojcem od dzieciństwa pracował w kopalni węgla. W 1902 roku rzucił pracę w kopalni i poszedł na naukę zawodu do swojego wujka - kowala. 
W 1903 r. Evan został włączony do służby przez swój Kościół – Moriah, w którym ćwiczył swoje umiejętności kaznodziejskie. We wrześniu 1904, mając 26 lat, Evan przenosi się do Newcastle Emlyn, aby w tamtejszej szkole średniej uzupełnić wykształcenie, przygotowując się do studiów. Tam poznał głoszącego Setha Joshuę – ewangelistę i pioniera związanym z kalwińsko-metodystycznym ruchem ożywienia (ang. „the Forward Movement”). Seth Joshua miał duży wpływ na późniejsze wydarzenia w życiu Evansa.  
W 1904 roku po przeżyciu tego, co nazywał chrztem Ducha, głosił kazania bez przerwy przez okres sześciu miesięcy. Skutkiem tego były masowe nawrócenia wśród górników w południowej Walii. W styczniu 1905 roku, gazety stwierdzały ponad 70 tysięcy nawróceń w przeciągu niespełna trzech miesięcy.